# Sverd
Steinar Sverd Johnsen é um tecladista, pianista, guitarrista e compositor norueguês. Fez parte das bandas Arcturus (banda) e The Kovenant. 
Em 1987, em conjunto com Marius Vold (Mortem, Thorns, Stigma Diabolicum) e Jan Axel Von Blomberg formou a banda Mortem (mais tarde Arcturus), onde tocava guitarra. A banda separou-se em 2007. 
Em 1998 juntou-se à banda The Kovenant (também conhecida como Covenant). 
Sverd tocou também com as bandas Ulver e Satyricon.

## Discografia

### Arcturus (banda)
- 1990 - Promo 90 (demo)
- 1991 - My Angel (EP)
- 1994 - Constellation (EP)
- 1996 - Aspera Hiems Symfonia
- 1997 - La Masquerade Infernale
- 1999 - Disguised Masters
- 2002 - Aspera Hiems Symfonia + Constellation + My Angel
- 2002 - The Sham Mirrors
- 2005 - Sideshow Symphonies
- 2006 - Shipwrecked In Oslo (DVD)

### The Kovenant
- 1997 - In Times Before The Light
- 1998 - Nexus Polaris